# Montera (matador)
Pour les articles homonymes, voir Montera.

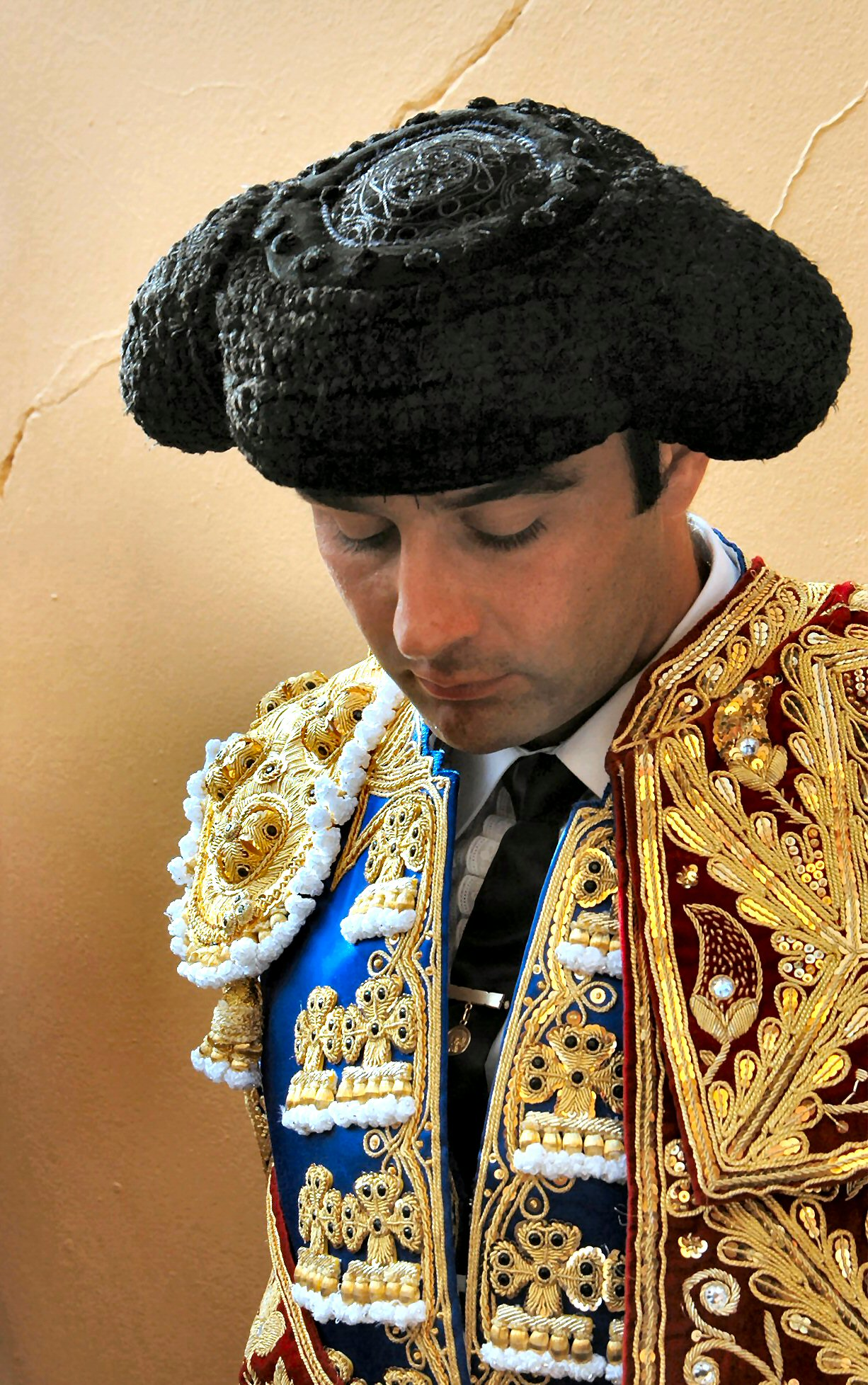
Enrique Ponce coiffé de la montera

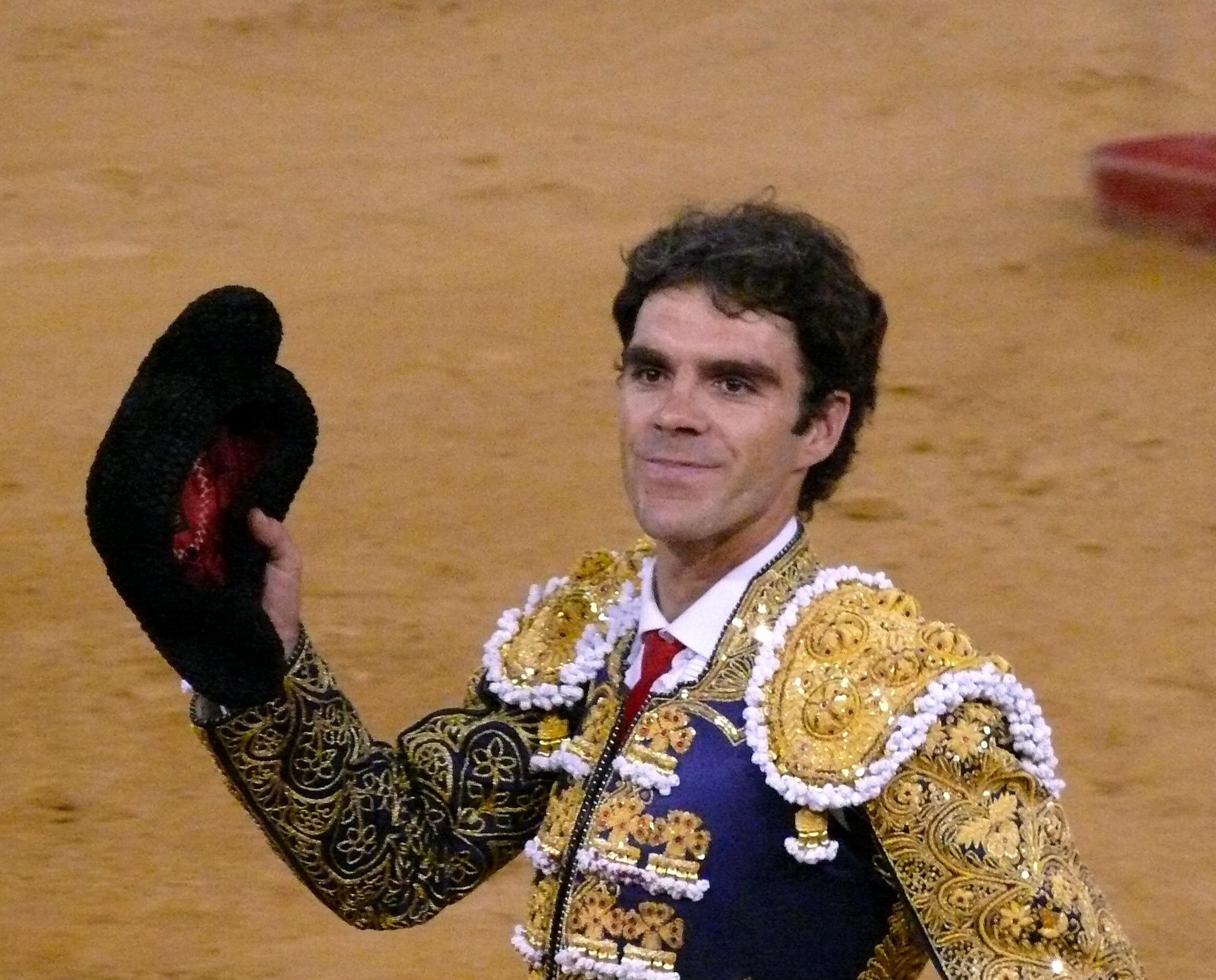
José Tomás salue la présidence avec sa montera.

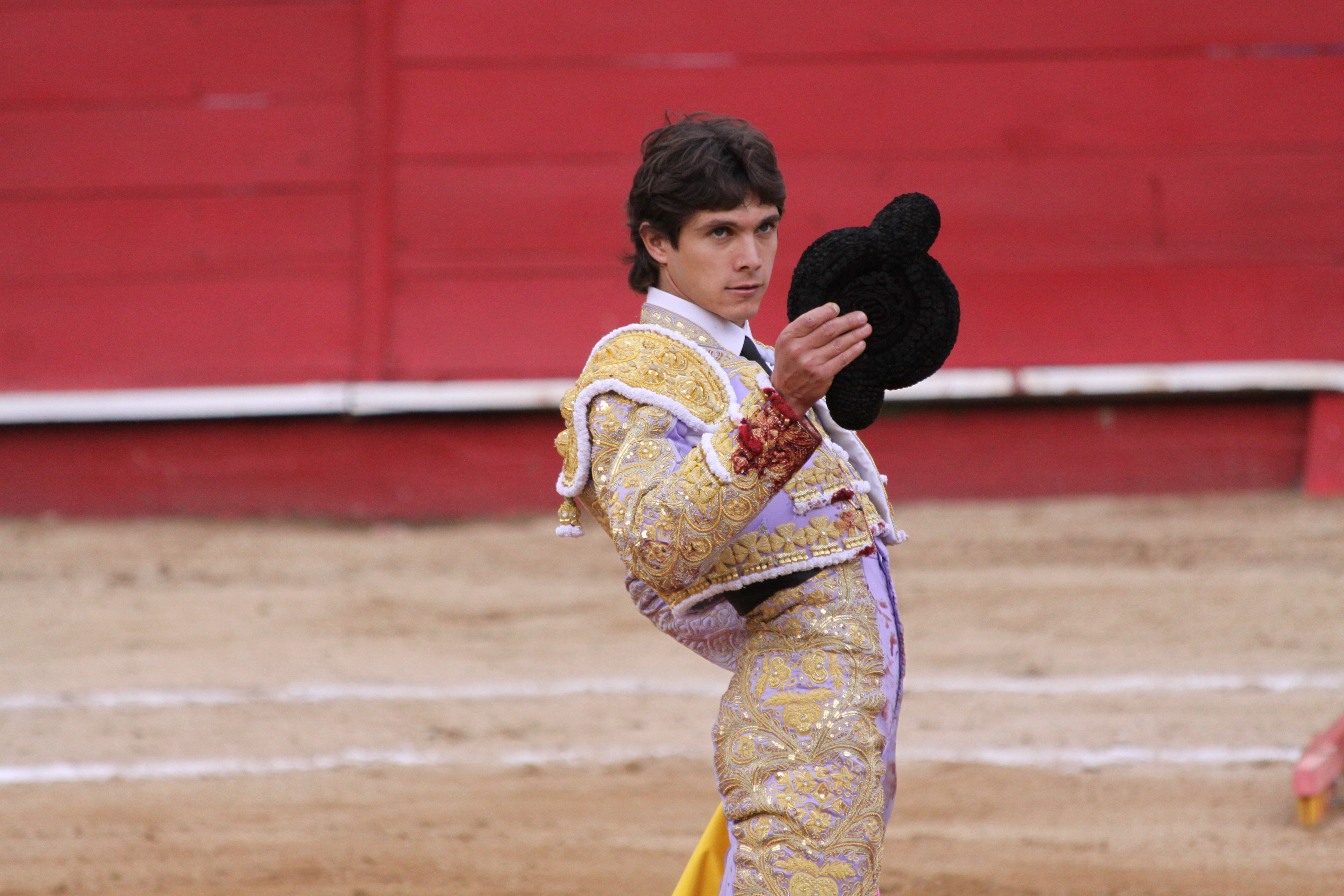
Brindis de Sébastien Castella

La montera est la coiffe traditionnelle des toreros à pied. C’est une toque noire, d’aspect « frisé » prolongée de chaque côté par deux boursouflures. On[Qui ?] considère qu’elle a été inventée par Francisco Montes vers 1830.

## Description et historique
Vers la fin du XVIIe siècle, sous le règne de Charles II, les toreros portaient des chapeaux à larges bords, les « sombrero chambergo », faits sur le modèle du costume militaire du régiment du maréchal de Schomberg. Par la suite, le chapeau s’est transformé en bicorne surnommé « demi-fromage », que les matadors portent encore quelquefois dans les corridas goyescas. Ces chambergos étaient destinés à protéger le matador du soleil. On en trouve l'existence dans des textes datant de 1619.
Francisco Montes, dit « Paquiro », en impose l'usage et lui laisse son nom. Sa forme a évolué plusieurs fois depuis. Elle est tantôt faite d’astrakan, tantôt de tissu noir recouvert de petites boules (les « morillas »). Les deux boursoufflures qui prolongent la toque de chaque côté ont été réduites graduellement.

## Fonction
La montera sert au matador à offrir la mort d’un taureau (brindis). Il lance alors la toque noire à la personne de son choix. Même sans brindis, les diestros ont
l’habitude de toréer tête nue pour la faena de muleta. Ils se débarrassent alors de la montera de deux façons possibles : soit ils la déposent soigneusement par terre, face contre le sol, soit ils la jettent par-dessus l’épaule.
Une superstition veut que si la montera retombe à l’envers, c’est mauvais signe pour le matador : la corrida sera difficile ou ratée. Lorsque le matador offre son taureau au public, il va déposer sa montera au centre de l'arène.
En ôtant sa montera et en se tournant vers la présidence, le matador demande la permission de mettre fin au tercio de piques. Il souhaite ainsi ne pas affaiblir le taureau. Parfois, pourtant, sa demande est refusée, la présidence estimant que l'animal n'a pas été assez « châtié ». Le diestro doit alors coiffer de nouveau la montera et amener son taureau au picador qui exécute à la demande du maestro, un simulacre de pique.
Une coutume mexicaine est arrivée en Europe, plus particulièrement en Espagne, depuis une quarantaine d’années : lors du paseo, les matadors qui se présentent au public pour la première fois se découvrent. En signe de deuil, lorsqu’un des leurs est mort, tous les participants du paseo défilent tête nue.